# Joško Kreković
Joško Kreković, född 17 april 1969 i Split, är en kroatisk vattenpolospelare. Han ingick i Kroatiens landslag vid olympiska sommarspelen 1996.
Kreković gjorde nio mål i den olympiska vattenpoloturneringen i Atlanta där Kroatien tog silver. I semifinalmatchen mot Italien gjorde han fyra mål. Kroatien vann matchen med 7–6. Kreković gjorde sedan ett av Kroatiens mål i OS-finalen som Spanien vann med 7–5.
Kreković ingick i det kroatiska laget som var tvåa i vattenpoloturneringen vid medelhavsspelen 1993.